# Cococciola
Il vitigno Cococciola è una varietà autoctona a bacca bianca caratteristica dell'Abruzzo. La sua presenza è limitata alla provincia di Chieti, in particolare nei comuni di Villamagna, Vacri, Ari e Rocca San Giovanni, in poche zone del Teramano e, seguendo gli itinerari della transumanza, si è diffusa anche in alcune località del nord della Puglia.

## Vini ricavati

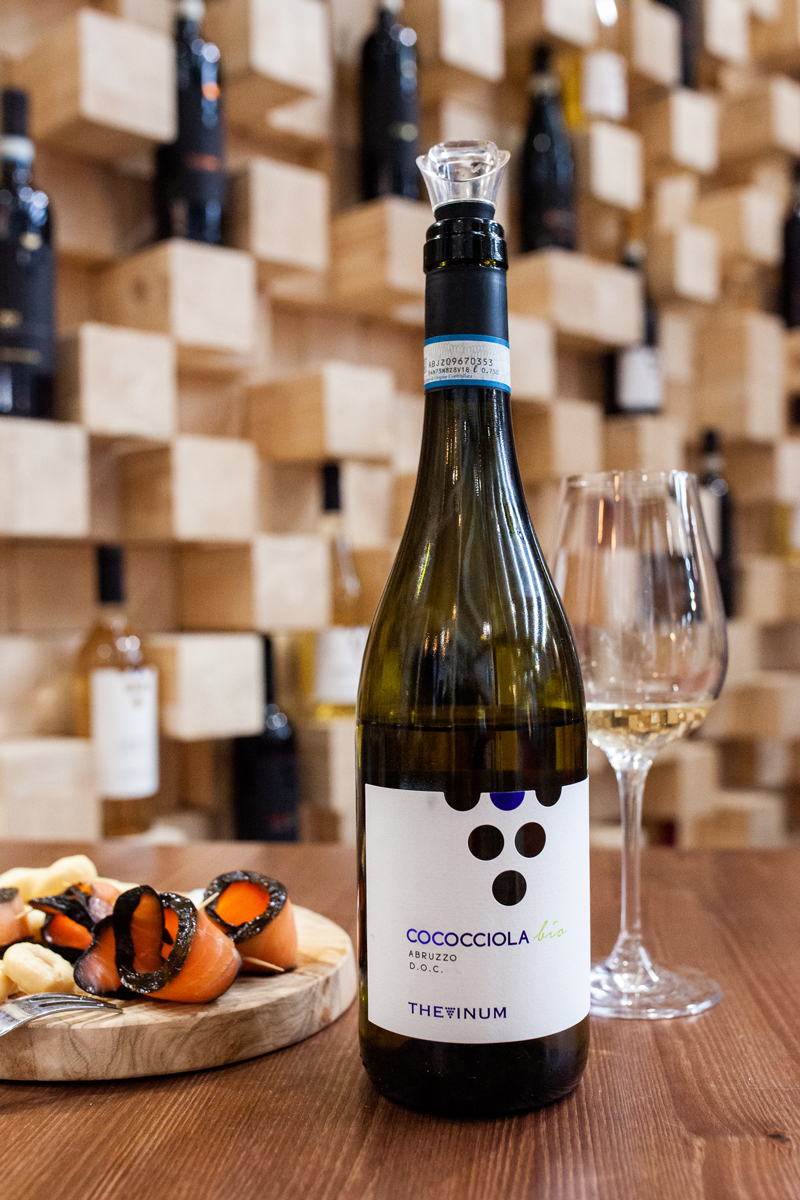
Abruzzo DOC

## Sinonimi
Cacciola, Cacciuolo. Secondo quanto riportato nel "Bollettino Ampelografico" "Nel 1872 era stata già riscontrata simile all'"Empibotte" della provincia di Ancona", il che non è esatto perché presenta differenze alquanto sensibili con questa varietà.